# Anastasia Ivanenko
Anastasia Viktorovna Ivanenko (ryska: Анастасия Викторовна Иваненко), född 24 februari 1989 i Vorkuta, är en rysk simmare som bland annat vunnit guld i 800 meter frisim vid kortbane-VM i simning 2006.
Hon stängdes den 25 mars 2007 av i två år efter att ett dopningsprov i januari 2007 visat att hon tagit den förbjudna substansen Furosemid, som kan användas för att dölja dopning.
[uppföljning saknas]

## Meriter
- Silver 400 meter medley, kortbane-EM i simning 2005
- Silver 800 meter frisim, kortbane-EM i simning 2005
- Silver 800 meter frisim, kortbane-EM i simning 2006
- Brons 400 meter medley, kortbane-EM i simning 2006
- Guld 800 meter frisim, kortbane-VM i simning 2006
- Brons 400 meter medley, kortbane-VM i simning 2006